# April 2019
Portal Geschichte | Portal Biografien | Aktuelle Ereignisse | Jahreskalender | Tagesartikel

◄ |
20. Jahrhundert |
21. Jahrhundert

◄ |
1980er |
1990er |
2000er |
2010er
| 2020er | 2030er | 2040er

◄ |
2015 |
2016 |
2017 |
2018 |
2019
| 2020 | 2021 | 2022 | 2023 | ►

◄ |
Januar 2019 |
Februar 2019 |
März 2019 |
April 2019 |
Mai 2019 |
Juni 2019 |
Juli 2019 |
►
Dieser Artikel behandelt tagesbezogene Nachrichten und Ereignisse im April 2019.

## Tagesgeschehen

### Montag, 1. April 2019
- Hannover/Deutschland: Eröffnung der Hannover-Messe mit dem diesjährigen Partnerland Schweden.
- Kiew/Ukraine: Der seit 1999 bestehende Freundschaftsvertrag zwischen Russland und der Ukraine mit der Verpflichtung beider Seiten zur Wahrung der territorialen Integrität und der existierenden Grenzen läuft aus und wird von der Ukraine aufgrund der völkerrechtswidrigen Annexion der Krim durch Russland und dem Konflikt in der Ostukraine nicht verlängert.

### Dienstag, 2. April 2019
- Algier/Algerien: Staatspräsident Abd al-Aziz Bouteflika gibt sein Amt auf. Auslöser dafür sind die wochenlangen Protesten in Algerien gegen seine erneute Kandidatur bei der anstehenden Präsidentschaftswahl. Abdelkader Bensalah übernimmt als Interimspräsident vorerst das Amt.[1]
- Frankfurt am Main/Deutschland: Reinhard Grindel tritt von seinem Amt als Präsident des Deutschen Fußball-Bundes, aufgrund von Korruptionsvorwürfen zurück.[2]
- Mountain View/Vereinigte Staaten: Das 2011 gegründete soziale Netzwerk Google+ des US-amerikanischen Internetkonzerns Google LLC stellt seinen Betrieb ein.
- Ottawa/Kanada: Im Zusammenhang mit einer Bestechungsaffäre um den Baukonzern SNC Lavalin werden die ehemaligen Ministerinnen Jody Wilson-Raybould und Jane Philpott aus der regierenden Liberalen Partei ausgeschlossen.[3]
- Stockholm/Schweden: Dem belgischen Schriftsteller Bart Moeyaert wird der Astrid-Lindgren-Gedächtnis-Preis, die weltweit höchstdotierte Auszeichnung für Kinder- und Jugendliteratur, zuerkannt.

### Mittwoch, 3. April 2019
- Bandar Seri Begawan/Brunei: Durch eine neue Gesetzesreform in Brunei, welche ab heute in Kraft tritt, ist es nun möglich, dass Homosexualität mit dem Tode bestraft wird. Damit gleicht das südostasiatische Land seine Gesetze näher an die Scharia an. International stößt dieses Vorhaben auf Kritik.[4]
- Brüssel/Belgien: Die Europäische Union leitet aufgrund der Justizreform in Polen ein weiteres Vertragsverletzungsverfahren ein, da die Europäische Kommission die unabhängige Justiz als gefährdet ansieht. Bereits seit 2016 läuft ein anderes Verfahren gegen Polen.[5]
- Istanbul/Türkei: Einige Tage nach den Kommunalwahlen in der Türkei werden die Stimmzettel in den Wahlbezirken Istanbuls neu ausgezählt und überprüft. Dem Einspruch wegen Fälschungen und Unregelmäßigkeiten bei den Stimmzetteln der regierenden AKP wurde stattgegeben.[6]
- Boca Chica (Texas)/Vereinigte Staaten: Erste Triebwerkszündung des Starhopper, der ersten Versuchsrakete für die neue Großrakete Starship und Super Heavy.[7]

### Donnerstag, 4. April 2019
- Menlo Park/Vereinigte Staaten: Bei Facebook wird erneut ein weiteres Datenleck bekannt. Nach Angaben wurden insgesamt 540 Millionen Nutzerdaten auf öffentlich zugänglichen Cloud-Servern gespeichert.[8]
- Washington, D.C./Vereinigte Staaten: Treffen der NATO-Außenminister zum 70. Jahrestag der Unterzeichnung des Nordatlantikvertrags

### Freitag, 5. April 2019
- Bonn/Deutschland: Das Bundesamt für Justiz bereitet zum ersten Mal eine Klage gegen ein bisher unbekanntes soziales Netzwerk vor. Grund dafür ist die Unterlassung von Maßnahmen gegen Hasskommentare und Fake News auf dem besagten Netzwerk. Damit verstößt es gegen das Netzwerkdurchsetzungsgesetz, welches Netzwerke eigentlich dazu verpflichtet, gemeldete Inhalte innerhalb von 24 Stunden zu entfernen.[9]
- Marl/Deutschland: Im Theater der Stadt Marl wird der 55. Grimme-Preis verliehen.[10]
- München/Deutschland: Der Fraktionsvorsitzende der AfD im Bayerischen Landtag, Markus Plenk, legt sein Amt nieder und tritt aus der Partei aus.
- Seoul/Südkorea: Aufgrund von Waldbränden in der nordöstlichen Provinz Gangwon ruft die Regierung den nationalen Notstand aus. Bei den Bränden starb bisher eine Person und mehrere weitere wurden verletzt. Rund 500 Hektar Waldfläche stehen in Flammen.[11]
- Washington, D.C./Vereinigte Staaten: Die Vereinigten Staaten entziehen der Chefanklägerin des Internationalen Strafgerichtshofes Fatou Bensouda das Einreisevisum. Der Grund dafür ist die Ermittlung der Chefanklägerin gegen amerikanische Soldaten und Geheimdienstmitarbeitern, welche im Krieg in Afghanistan Kriegsverbrechen begangen haben sollen.[12]

### Samstag, 6. April 2019
- Ahvaz/Iran: Aufgrund von anhaltenden Regenfällen und die dadurch erhöhte Gefahr von Überschwemmungen ordnen Behörden in der iranischen Provinz Chuzistan die Evakuierung von mehreren Städten an. Schon seit Wochen gibt es in dieser Region starke anhaltende Regenfälle. Dadurch sind seit Anfang der Katastrophe bereits 70 Menschen ums Leben gekommen.[13]
- Malé/Malediven: Parlamentswahl auf den Malediven
- Washington, D.C./Vereinigte Staaten: Die Demokraten im US-Repräsentantenhaus gehen nun juristisch gegen den nationalen Notstand von US-Präsident Donald Trump vor. Sie klagen vor einem Gericht in Washington, D.C., weil sie den Notstand als verfassungswidrig ansehen, da der Präsident damit den Kongress bei der Finanzierung der Grenzmauer zu Mexiko umgehen will.[14]

### Sonntag, 7. April 2019
- Andorra la Vella/Andorra: Wahlen zum Consell General de les Valls.
- Bellinzona/Schweiz: Wahl zum Tessiner Kantonsrat.
- Rom/Italien: Laut einer Schätzung des Welternährungsprogrammes der Vereinten Nationen reicht die Getreideernte im Agrarjahr 2018/19 nicht aus, um den weltweiten Getreidebedarf zu decken. Grund dafür ist die Dürre im Sommer 2018, welche die Ernte negativ beeinträchtigt.[15]

### Montag, 8. April 2019
- Bukarest/Rumänien: Der Generalstaatsanwalt Rumäniens erhebt Anklage gegen den ehemaligen Präsidenten Ion Iliescu und zwei weiteren Ex-Politikern. Auslöser hierfür ist die Klärung der Frage, wer für den Tod von mehreren hundert Zivilisten nach der Flucht von Nicolae Ceaușescu verantwortlich ist.[16]
- Washington, D.C./Vereinigte Staaten: US-Präsident Donald Trump kündigt an, die Elite-Einheit der Islamischen Republik Iran, die Revolutionsgarden, als Terrororganisation einzustufen. Damit wird zum ersten Mal seitens der USA eine militärische Einheit eines anderen Staates als Terrororganisation eingestuft. Mit dieser Maßnahme soll finanzielle Hilfen für die Revolutionsgarden unterbunden werden.[17]

### Dienstag, 9. April 2019
- Brüssel/Belgien: 21. EU-China-Gipfeltreffen.
- Jerusalem/Israel: Vorgezogene Parlamentswahl
- Washington, D.C./Vereinigte Staaten: David Malpass tritt seine fünfjährige Amtszeit als Präsident der Weltbank an.

### Mittwoch, 10. April 2019
- New York City/Vereinigte Staaten: Laut einem Bericht des Bevölkerungsfonds der Vereinten Nationen haben momentan 214 Millionen Frauen keinen Zugang zu modernen Verhütungsmitteln. Dies entspricht ca. jede 4. Frau im gebärfähigen Alter. Besonders in ärmeren Ländern haben Frauen keinen Zugang zu diesen Mitteln.[18]
- Rio de Janeiro/Brasilien: Bei Überschwemmungen und Bergrutschen aufgrund von starken Regenfällen sterben in der brasilianischen Großstadt mindestens 10 Menschen. Die Stadt hat daraufhin den Notstand ausgerufen.[19]
- Weltweit: An insgesamt 6 Standorten präsentieren Wissenschaftler erstmals ein Bild eines Schwarzen Loches. Das Bild wurde mithilfe von Radioteleskopen in Arizona, Chile, Mexiko, Spanien, am Südpol und auf Hawaii aufgenommen und zeigt das supermassereiche Schwarze Loch, welches sich in der Mitte der Galaxie M87 befindet.[20]

### Donnerstag, 11. April 2019
- Amsterdam/Niederlande: Die niederländische Stiftung World Press Photo veröffentlicht das Pressefoto des Jahres 2019. Das von dem amerikanischen Fotografen John Moore aufgenommene Fotot zeigt ein weinendes Kleinkind, dessen Mutter gerade von US-amerikanischen Grenzschutzbeamten kontrolliert wird. Das Foto entstand im Zusammenhang mit einem Migrationszug von Mittelamerika bis zur mexikanisch-amerikanischen Grenze bei dem an der Grenze viele Kinder von ihren Eltern getrennt wurden.[21]
- Mare Serenitatis/Mond: Die Landung der israelischen Mondsonde Beresheet schlägt fehl.
- Khartum/Sudan: Staatspräsident Umar al-Baschir wird vom Militär des Landes abgesetzt.
- London/Vereinigtes Königreich: Der Internetaktivist und frühere WikiLeaks-Sprecher Julian Assange wird in der ecuadorianischen Botschaft festgenommen.
- Neu-Delhi/Indien: Erster Tag der Parlamentswahl (bis 19. Mai) sowie Wahl der Parlamente der Bundesstaaten Andhra Pradesh, Arunachal Pradesh und Sikkim.
- San Antonio/Vereinigte Staaten: Mit einem Auswärtsspiel seiner Dallas Mavericks bei den San Antonio Spurs beendet der Basketballspieler Dirk Nowitzki seine Karriere als aktiver Sportler.

### Freitag, 12. April 2019
- Cottbus/Deutschland: Im Lausitzer Braunkohlerevier beginnt die Flutung des Tagebaus Cottbus-Nord, dadurch entstand bis 2024 der Cottbuser Ostsee.
- Kennedy Space Center/Vereinigte Staaten: Die weltweit leistungsstärkste Trägerrakete Falcon Heavy startet den Satelliten Arabsat-6A und absolviert damit ihren ersten kommerziellen Flug.

### Samstag, 13. April 2019
- Batumi/Georgien: Letzter Tag der Europameisterschaften im Gewichtheben
- Mojave-Wüste/Vereinigte Staaten: Mit seinem Erstflug übertrifft die Scaled Composites Stratolaunch den seit 72 Jahren stehenden Rekord der Hughes H-4 als Flugzeug mit der größten je geflogenen Spannweite.
- Ramallah/Palästina: Die neue Regierung unter Ministerpräsident Mohammed Schtajjeh nimmt ihre Amtsgeschäfte auf.
- Wien/Österreich: In der Hofburg findet die 30. Verleihung des österreichischen Fernseh- und Filmpreises Romy statt.[22]

### Sonntag, 14. April 2019
- Espoo/Finnland: Endspiel der Eishockey-WM der Frauen
- Helsinki/Finnland: Parlamentswahl

### Montag, 15. April 2019
- Brüssel/Belgien: Die umstrittene Urheberrechtsreform der Europäischen Union ist durch den Rat der Europäischen Union nun endgültig beschlossen. Die Reform löste im Internet sehr viel Protest aus, da sogenannte Upload-Filter durch den Reformtext unumgänglich sind, obwohl diese oft fehlerhaft arbeiten. Die EU-Mitgliedsländer haben nun 2 Jahre Zeit die Reform in nationales Recht umzuwandeln.[23]
- Genf/Schweiz: Nach einem Bericht der Weltgesundheitsorganisation ist die Zahl der Masernfälle im Vergleich zum Vorjahr bisher um 300 % gestiegen. Während vom Januar bis zum März 2018 28.000 Fälle gemeldet wurden, sind es in den Monaten Januar, Februar und März 2019 112.000 Erkrankungen, wobei die Dunkelziffer laut dem Bericht höher liegen wird. Die Gründe für diesen Anstieg sieht die Organisation bei der steigenden Zahl der Impfgegner sowie der Unzugänglichkeit von Impfmitteln in ärmeren Ländern.[24]
- Paris/Frankreich: Ein Brand verursacht große Schäden an der Kathedrale Notre-Dame de Paris.[25]
- Tripolis/Libyen: Kämpfer des im Osten des Landes herrschenden Generals Chalifa Haftar dringen in südliche Stadtteile der Hauptstadt Tripolis vor. Bei Artilleriebeschuss kommen mindestens zwei Zivilisten ums Leben. Haftar hat Anfang des Monats eine Offensive auf die Hauptstadt gestartet, der Vorstoß fährt sich jedoch in den Außenbereichen der Hauptstadt fest.[26]

### Dienstag, 16. April 2019
- Bukavu/Demokratische Republik Kongo: Ein mit bis zu 200 Passagieren besetztes Schiff kentert auf dem Kiwusee. Mehrere Dutzend Menschen werden tot geborgen, rund 100 noch vermisst.[27]

### Mittwoch, 17. April 2019
- Athen/Griechenland: Das Griechische Parlament beschließt mit großer Mehrheit eine Vorlage, mit der die griechische Regierung dazu aufgefordert wird alle möglichen diplomatischen und rechtlichen Wege einzuleiten, um Reparationszahlungen für die Schäden der deutschen Besatzung während des Griechenlandfeldzuges von Deutschland zu verlangen. Aus Sicht der deutschen Regierung sind alle Reparationsansprüche Griechenlands durch den Zwei-Plus-Vier-Vertrag erloschen. In diesem steht, dass keine weiteren Reparationen vorgesehen seien.[28]
- Caniço/Portugal: Bei einem Busunglück auf der Insel Madeira sterben mindestens 29 Personen, durchweg deutsche Touristen.
- Heilbronn/Deutschland: Eröffnung der Bundesgartenschau 2019.
- Jakarta/Indonesien: Präsidentschaftswahl und Parlamentswahl.
- Tallinn/Estland: Sechseinhalb Wochen nach der Wahl bestätigt das estnische Parlament den bisherigen Ministerpräsidenten Jüri Ratas im Amt. Er steht nun einer Koalitionsregierung seiner Zentrumspartei mit der konservativen Isamaa und der rechtspopulistischen EKRE vor.

### Donnerstag, 18. April 2019
- Derry/Vereinigtes Königreich: Die Journalistin Lyra McKee wird im Kontext von militanten Auseinandersetzungen mit der Polizei in Nordirland erschossen.
- Mumbai/Indien: Die größte private indische Fluggesellschaft Jet Airways stellt seinen Flugbetrieb aufgrund von Zahlungsunfähigkeit vorübergehend ein. Die Airline plant den Flugbetrieb im Mai 2019 wieder aufzunehmen.[29]
- Paris/Frankreich: Die Organisation Reporter ohne Grenzen veröffentlicht ihre alljährliche Rangliste der Pressefreiheit und kritisiert, dass auch in Europa das Klima gegenüber Journalisten verschlechtert habe. Deutschland liegt dabei auf Platz 13 und hat sich im Vergleich zum Vorjahr um 2 Plätze verbessert, auch wenn Reporter ohne Grenzen eine zunehmende Gewalt gegenüber Reportern in Deutschland feststellt. Die Schweiz verlor drei, Österreich gleich zehn Plätze. Auf Platz 1 der Rangliste liegt Norwegen, auf dem letzten Platz Turkmenistan.[30]

### Freitag, 19. April 2019
- Minatitlán/Mexiko: Bei einem Überfall auf eine Kinderparty richten Bewaffnete ein Blutbad an: 13 Personen werden erschossen, darunter auch ein Kleinkind. Fast alle Opfer stammen aus einer Familie.[31]

### Samstag, 20. April 2019
- Kairo/Ägypten: Mit überwältigender Mehrheit stimmen die Ägypter in einem Referendum für eine Amtszeitverlängerung sowie eine Erweiterung der Machtbefugnisse von Präsident Abd al-Fattah as-Sisi.[32]
- Cape Canaveral/Vereinigte Staaten: Das erste Crew-Dragon-Raumschiff der Firma SpaceX explodiert bei einem Triebwerkstest.[33]

### Sonntag, 21. April 2019
- Budapest/Ungarn: Eröffnung der 64. Tischtennisweltmeisterschaft.
- Colombo/Sri Lanka: Bei einer Serie von sechs Bombenanschlägen kommen mindestens 253 Menschen[34] ums Leben und 485 weitere Personen wurden verletzt.[35]
- Kiew/Ukraine: Wolodymyr Selenskyj setzt sich in der Stichwahl der Präsidentschaftswahl gegen Amtsinhaber Petro Poroschenko durch.[36]
- Skopje/Nordmazedonien: Präsidentschaftswahl.

### Montag, 22. April 2019
- Bamako/Mali: Der bisherige Finanzminister Boubou Cissé wird zum Premierminister ernannt. Er tritt die Nachfolge von Soumeylou Boubèye Maïga an, der am 18. April mit seinem gesamten Kabinett zurückgetreten war.

### Dienstag, 23. April 2019
- Alcalá de Henares/Spanien: In den Räumlichkeiten der Universität wird der uruguayische Dichterin Ida Vitale den Cervantespreis verliehen.[37]

### Mittwoch, 24. April 2019
- Edinburgh/Vereinigtes Königreich: Die schottische Erste Ministerin Nicola Sturgeon fordert ein weiteres Unabhängigkeitsreferendum. Dieses soll vor den Parlamentswahlen 2021 stattfinden. Damit das Referendum abgehalten werden kann, muss die britische Regierung in London diesem zustimmen, was bisher als unwahrscheinlich gilt.[38]
- Moskau/Russland: Russlands Präsident Wladimir Putin unterzeichnet ein Dekret, welches Bürgern der besetzten Gebiete der Ostukraine einen erleichterten Zugang zu russischen Pässen ermöglicht. Dieses Dekret stellt einen Verstoß gegen das Abkommen von Minsk von 2015 dar, das besonders durch Vermittlung Frankreichs und Deutschlands zustande kam.[39]

### Donnerstag, 25. April 2019
- Wien/Österreich: Im Volkstheater findet die Amadeus-Verleihung 2019 statt.[40] Die Erste Allgemeine Verunsicherung wird mit dem Preis für das Lebenswerk ausgezeichnet, Album des Jahres wird Klee von Ina Regen, Song des Jahres Cordula Grün von Josh.[41]
- Wladiwostok/Russland: Beim ersten gemeinsamen Gipfeltreffen zwischen dem nordkoreanischen Staatschef Kim Jong-un und Russlands Präsident Wladimir Putin betonen beide Seiten ihren Willen zu einer verbesserten Zusammenarbeit.[42]

### Freitag, 26. April 2019
- Berlin/Deutschland: Beginn des FDP-Bundesparteitags im Messezentrum STATION-Berlin.

### Samstag, 27. April 2019
- San Diego/Vereinigte Staaten: Beim Angriff auf die Synagoge der orthodoxen Chabad-Bewegung am Pessach-Fest im kalifornischen Poway durch einen Rechtsextremen wird eine Person getötet und mehrere verletzt.[43][44]
- Peking/China: zweiter Seidenstraßengipfel (bis 29. April)

### Sonntag, 28. April 2019
- Cotonou/Benin: Parlamentswahl
- Jakarta/Indonesien: Nach der Wahl in Indonesien sind an den Folgen und Anstrengungen der Wahl 272 Wahlhelfer gestorben. Weitere 2000 sind krank. Insgesamt wählten 200 Millionen Bürger ihren Präsidenten, Parlament und Regionalvertretungen.[45]
- Madrid/Spanien: Parlamentswahl

### Montag, 29. April 2019
- London/Vereinigtes Königreich: Bei der Verleihung der International Opera Awards 2019 im Sadler’s Wells Theater werden Charles Castronovo als bester Sänger und Asmik Grigorian als beste Sängerin ausgezeichnet, den Preis für das Lebenswerk erhält Leontyne Price, bestes Opernhaus wird die Vlaamse Opera.[46]
- Nyon/Schweiz: Endspiel der UEFA Youth League im Centre sportif de Colovray.

### Dienstag, 30. April 2019
- Tokio/Japan: Abdankung des japanischen Kaisers Akihito und damit das Ende der Heisei-Ära.
- Banjul/Gambia: Mit der Ratifizierung des afrikanischen Freihandelsabkommens durch Gambia haben 22 Länder ihre Ratifizierungsurkunden bei der Afrikanischen Union (AU) hinterlegt und damit die Schwelle für das Inkrafttreten des Abkommens, das nun am 30. Mai 2019 stattfindet, erreicht. Die flächenmäßig größte Freihandelszone der Welt ist ab dem 7. Juni 2019 eröffnet.[47][48]